# Leziate
Leziate – osada i civil parish w Anglii, w Norfolk, w dystrykcie King’s Lynn and West Norfolk. W 2011 civil parish liczyła 592 mieszkańców. Leziate jest wspomniana w Domesday Book (1086) jako Leseit.